# Умершие в апреле 1944 года
Это список известных людей, соответствующих установленным критериям значимости (см. Википедия:Критерии значимости персоналий), умерших в апреле 1944 года.
Причина смерти указывается лишь в исключительных случаях (убийство, самоубийство, гибель в результате военных действий, смертная казнь, ДТП или несчастные случаи). В остальных случаях — не указывается.

## 1 апреля
- Казанбаев, Шарифзян Габдурахманович — старшина Рабоче-крестьянской Красной Армии, участник Великой Отечественной войны, Герой Советского Союза.
- Коробко, Василий Иванович (17) — пионер-герой.
- Левин, Беньямин Менаше (64) — педагог, исследователь Талмуда. Доктор философии.
- Сирик, Дмитрий Иванович (21) — Герой Советского Союза.
- Ус, Иван Маркиянович (19) — Герой Советского Союза.

## 2 апреля
- Витвинский, Валентин Фёдорович (20) — Герой Советского Союза.
- Дьяченко, Дарья Григорьевна (20) — член подпольной комсомольской организации "Партизанская искра", Герой Советского Союза.
- Фролов, Иван Николаевич — Герой Советского Союза.

## 4 апреля
- Павлов, Лавр Петрович (21) — участник Великой Отечественной войны, Герой Советского Союза.

## 5 апреля
- Абденанова, Алиме (20) — резидент отдела разведки штаба Приморской Армии, кавалер ордена Красного Знамени, Герой Российской Федерации.
- Алексонис, Юозас Юльевич (30) — участник Великой Отечественной войны, радист подпольной радиостанции города Каунаса, Герой Советского Союза.
- Белов, Александр Иванович (1904—1944) (39) — советский военачальник, генерал-майор.
- Белявский, Николай Иванович — старший сержант Рабоче-крестьянской Красной Армии, участник Великой Отечественной войны, Герой Советского Союза.
- Беркович-Эрко, Мойше — румынский и французский художник и график еврейского происхождения.
- Василенко, Николай Григорьевич — красноармеец Рабоче-крестьянской Красной Армии, участник советско-финской и Великой Отечественной войн, Герой Советского Союза.
- Мардкович, Александр Маркович (69) — писатель, поэт, популяризатор караимского языка и культуры.
- Метяшкин, Аким Гаврилович (46) — Герой Советского Союза.
- Олейник, Вадим Клавдиевич (21) — Герой Советского Союза.

## 6 апреля
- Мокрый, Николай Никитович (24) — Герой Советского Союза.
- Нагаев, Епифан Иванович (29) — Герой Советского Союза.
- Фесенко, Василий Филиппович (22) — Герой Советского Союза.
- Худяков, Александр Алексеевич (37) — Герой Советского Союза.

## 7 апреля
- Исаков, Георгий Семёнович — Герой Советского Союза.
- Конько, Иван Кузьмич (24) — Герой Советского Союза.
- Рыбальченко, Семён Васильевич (36) — Герой Советского Союза.

## 8 апреля
- Бакиров, Михаил Максимович (25) — Герой Советского Союза.
- Карелин, Пётр Григорьевич (22) — Герой Советского Союза.
- Платонов, Константин Петрович (22) — Герой Советского Союза.
- Фёдоров, Николай Дмитриевич (25) — Герой Советского Союза.
- Черябкин, Пётр Лаврентьевич (26) — Герой Советского Союза.
- Эйфлер, Эрна (35) — участница немецкого Сопротивления.

## 9 апреля
- Аксютин, Николай Васильевич — Герой Советского Союза.
- Данков, Фёдор Трофимович (25) — Герой Советского Союза.
- Калинин, Владимир Павлович (19) — Герой Советского Союза.
- Кёниг, Лэрд — немецкий художник, представитель движения Берлинский сецессион, барон.
- Кононенко, Алексей Андреевич — Герой Советского Союза.
- Мельников, Фёдор Маркович (30) — Герой Советского Союза.
- Павлов, Антон Гаврилович (28) — Герой Советского Союза.
- Рогозин, Владимир Алексеевич (19) — Герой Советского Союза.
- Руднева, Евгения Максимовна (23) — штурман 46-го гвардейского ночного бомбардировочного авиационного полка 325-й ночной бомбардировочной авиационной дивизии, гвардии старший лейтенант. Герой Советского Союза.

## 10 апреля
- Барышев, Николай Андреевич (36) — театральный художник, руководитель подпольной группы по кличке «Сокол». Заслуженный деятель искусств Крымской АССР.
- Бережной, Иван Михайлович (20) — Герой Советского Союза.
- Кент, Констанция (100) — подданная Великобритании, ставшая известной благодаря признанию в убийстве ребёнка, которое она совершила в возрасте шестнадцати лет.
- Перегонец, Александра Фёдоровна (48) — российская и советская актриса театра и кино, подпольщица; трагически погибла во время Великой Отечественной войны.
- Шпак, Кузьма Викторович — Герой Советского Союза.
- Якубовский, Израиль Семёнович (19) — участник Великой Отечественной войны, командир взвода противотанковых ружей 6-го гвардейского стрелкового полка 2-й гвардейской стрелковой дивизии 56-й армии Северо-Кавказского фронта, Герой Советского Союза, гвардии младший лейтенант.

## 11 апреля
- Лут, Николай Евсеевич (26) — старший сержант Рабоче-крестьянской Красной Армии, участник Великой Отечественной войны, Герой Советского Союза.
- Машкарин, Иван Николаевич (22) — участник Великой Отечественной войны, Герой Советского Союза.
- Панин, Иван Иванович (36) — участник Великой Отечественной войны, Герой Советского Союза.
- Сингаевский, Семён Фёдорович (29) — участник Великой Отечественной войны, Герой Советского Союза.
- Старовойтов, Михаил Антонович (20) — участник Великой Отечественной войны, Герой Советского Союза.
- Шарыпов, Абрам Григорьевич (43) — участник Великой Отечественной войны, Герой Советского Союза.

## 12 апреля
- Живов, Анатолий Павлович (19) — рядовой советской армии, Герой Советского Союза.
- Коробчук, Александр Кондратьевич — Герой Советского Союза.
- Красиков, Иван Петрович (25) — Герой Советского Союза.
- Лысов, Михаил Сергеевич — Герой Советского Союза.
- Мусил, Алоис — чешский востоковед, библеист и этнограф.

## 13 апреля
- Абдулманапов, Магомед-Загид (19) — Герой Советского Союза.
- Антонов, Антон Антонович — Герой Советского Союза.
- Велигин, Пётр Владимирович — Герой Советского Союза, сапёр, рядовой.
- Задорожный, Михаил Алексеевич — Герой Советского Союза.
- Захарченко, Григорий Никифорович — Герой Советского Союза.
- Иванов, Пётр Артемьевич — Герой Советского Союза.
- Кузнецов, Иван Алексеевич — Герой Советского Союза.
- Поддубный, Николай Иванович — Герой Советского Союза.
- Романенко, Андрей Фёдорович — Герой Советского Союза.
- Симоненко, Александр Фёдорович — Герой Советского Союза.
- Соболев, Семён Григорьевич — Герой Советского Союза.
- Тимошенко, Иван Терентьевич (35) — Герой Советского Союза.

## 14 апреля
- Бочарников, Пётр Степанович — Герой Советского Союза.
- Письменный, Иван Алексеевич — Герой Советского Союза.
- Прокопенко, Галина Васильевна — член Коммунистической подпольной организации.
- Ревякин, Василий Дмитриевич (25) — Герой Советского Союза.
- Уфимцев, Сергей Кириллович — Герой Советского Союза.
- Целых, Сергей Васильевич — Герой Советского Союза.
- Шкурат, Дмитрий Иванович (19) — Герой Советского Союза.

## 15 апреля
- Горин-Горяйнов, Борис Анатольевич (60) — советский актёр, народный артист РСФСР.
- Ватутин, Николай Фёдорович (42) — генерал армии (февраль 1943), Герой Советского Союза, принадлежит к плеяде основных полководцев Великой Отечественной войны.
- Кочнев, Владимир Георгиевич (29) — Герой Советского Союза.
- Чалдаев, Виктор Алексеевич (28) — Герой Советского Союза.

## 16 апреля
- Бондарь, Иван Калистратович (29) — подполковник Рабоче-крестьянской Красной Армии, участник советско-финской и Великой Отечественной войн, Герой Советского Союза.
- Порш, Николай Владимирович (64) —  государственный и дипломатический деятель УНР.
- Соченко, Макар Степанович — Герой Советского Союза.

## 17 апреля
- Бербешкин, Александр Андреевич (27) — участник Великой Отечественной войны.
- Вейс, Волдемар (51) —  штандартенфюрер Латышского добровольческого легиона СС.
- Козлов, Пётр Михайлович (50) — Герой Советского Союза.
- Комардинкин, Константин Петрович — Герой Советского Союза.
- Мамкин, Александр Петрович  — советский гражданский лётчик, участник Великой Отечественной войны.
- Свидерский, Александр Григорьевич (35) — Герой Советского Союза.
- Фёдоров, Николай Петрович (28) — Герой Советского Союза.
- Щелканов, Сергей Андреевич (28) — Герой Советского Союза.

## 18 апреля
- Валиев, Леонид Геонаевич  — старший сержант Рабоче-крестьянской Красной Армии, участник Великой Отечественной войны, Герой Советского Союза.
- Зеленский, Гавриил Никитович (35) — старшина Рабоче-крестьянской Красной Армии, участник Великой Отечественной войны, Герой Советского Союза.
- Иноземцев, Аким Иванович — Герой Советского Союза.
- Ломакин, Василий Иванович  — участник Великой Отечественной войны, пулемётчик 105-го гвардейского стрелкового полка 34-й гвардейской Енакиевской Краснознаменной стрелковой дивизии 46-й армии 3-го Украинского фронта, гвардии рядовой. Герой Советского Союза.

## 19 апреля
- Безобразов, Григорий Иванович (25) — советский военный лётчик, участник Великой Отечественной войны, штурман, Герой Советского Союза.
- Габриадзе, Григорий Иванович — Герой Советского Союза.
- Михайлов, Поликарп Михайлович (34) — Герой Советского Союза.
- Назаренко, Пётр Данилович — Герой Советского Союза.

## 20 апреля
- Каръягдыоглы, Джаббар (83) — азербайджанский певец-ханенде.
- Москалёв, Николай Касьянович (18) — сержант Рабоче-крестьянской Красной Армии, участник Великой Отечественной войны, Герой Советского Союза.

## 22 апреля
- Мамистов, Василий Андреевич (20) — участник Великой Отечественной войны, Герой Советского Союза.

## 23 апреля
- Жулов, Фёдор Егорович — младший лейтенант Рабоче-крестьянской Красной Армии, участник Великой Отечественной войны, Герой Советского Союза.
- Катунин, Илья Борисович (35) — советский военный лётчик, участник Великой Отечественной войны, Герой Советского Союза.
- Маркин, Андрей Михайлович (22) — участник Великой Отечественной войны, Герой Советского Союза.
- Шариков, Александр Николаевич — участник Великой Отечественной войны, Герой Советского Союза.

## 24 апреля
- Скачков, Николай Павлович (29) — Герой Советского Союза.
- Столярский, Пётр Соломонович (72) — советский скрипач-педагог.
- Тюков, Владимир Михайлович (22) — Герой Советского Союза.

## 25 апреля
- Иванов, Алексей Григорьевич — Герой Советского Союза.
- Надточеев, Георгий Мефодиевич — Герой Советского Союза.

## 26 апреля
- Литвищенко, Григорий Фёдорович — Герой Советского Союза.
- Надеждин, Пётр Филиппович (23) — Герой Советского Союза.
- Таранчиев, Исмаилбек (23) — Герой Советского Союза.

## 27 апреля
- Бориса, Губертас Иокубович (23) — Герой Советского Союза.
- Данукалов, Алексей Фёдорович (28) — Герой Советского Союза.
- Синицын, Фёдор Семёнович (25) — Герой Советского Союза.
- Смирнов, Дмитрий Алексеевич (61) — выдающийся русский оперный певец, лирико-драматический тенор.
- Суровцев, Борис Николаевич (42) — Герой Советского Союза.
- Шредер, Рихард Рихардович (76) — русский и советский учёный-агроном.

## 28 апреля
- Гик, Владимир Петрович — юный герой-пионер Великой Отечественной войны.
- Гуриненко, Никита Трофимович (28) — красноармеец Рабоче-крестьянской Красной Армии, участник Великой Отечественной войны, Герой Советского Союза.
- Сергий (Воскресенский) (46) — епископ Русской православной церкви, митрополит Виленский и Литовский.
- Скрипин, Михаил Николаевич (24) — участник Великой Отечественной войны, Герой Советского Союза.
- Скорятин, Фёдор Николаевич (26) — участник Великой Отечественной войны, Герой Советского Союза.

## 29 апреля
- Грисюк, Антон Степанович (30) — старший лейтенант Рабоче-крестьянской Красной Армии, участник советско-финской и Великой Отечественной войн, Герой Советского Союза.
- Линник, Михаил Васильевич — Герой Советского Союза.
- Новиков-Прибой, Алексей Силыч (67) — русский, советский писатель-прозаик.
- Привалов, Иван Михайлович — Герой Советского Союза.

## 30 апреля
- Третьяков, Сергей Николаевич (61) — российский предприниматель, политический деятель.